# Az Egyesült Arab Emírségek a 2024. évi nyári olimpiai játékokon
Az Egyesült Arab Emírségek a franciaországi Párizsban megrendezett 2024. évi nyári olimpiai játékok egyik részt vevő nemzete volt. Az országot az olimpián 5 sportágban 14 sportoló képviselte, akik érmet nem szereztek.

## Atlétika
Női
| Versenyző     | Versenyszám | Selejtező | Selejtező | Selejtező | Előfutam | Előfutam | Előfutam | Elődöntő | Elődöntő | Elődöntő | Döntő   | Döntő    |
| Versenyző     | Versenyszám | Idő       | Hely.     | Össz.     | Idő      | Hely.    | Össz.    | Idő      | Hely.    | Össz.    | Idő     | Helyezés |
| ------------- | ----------- | --------- | --------- | --------- | -------- | -------- | -------- | -------- | -------- | -------- | ------- | -------- |
| Mariam Kareem | 100 m       | 13,26     | 9.        | 30.       | kiesett  | kiesett  | kiesett  | kiesett  | kiesett  | kiesett  | kiesett | kiesett  |

## Cselgáncs
Férfi
| Versenyző                 | Versenyszám  | Selejtező         | 32-es főtábla                             | Nyolcaddöntő                       | Negyeddöntő                        | Elődöntő          | Vigaszág elődöntő                       | Bronz- mérkőzés   | Döntő             | Helyezés |
| Versenyző                 | Versenyszám  | Ellenfél Eredmény | Ellenfél Eredmény                         | Ellenfél Eredmény                  | Ellenfél Eredmény                  | Ellenfél Eredmény | Ellenfél Eredmény                       | Ellenfél Eredmény | Ellenfél Eredmény | Helyezés |
| ------------------------- | ------------ | ----------------- | ----------------------------------------- | ---------------------------------- | ---------------------------------- | ----------------- | --------------------------------------- | ----------------- | ----------------- | -------- |
| Bayanmönkhiin Narmandakh  | Harmatsúly   |                   | An Baul (KOR) · 00(1)–10(1)               | kiesett                            | kiesett                            | kiesett           | kiesett                                 | kiesett           | kiesett           | 17.      |
| Nugzar T'at'alashvili     | Váltósúly    | erőnyerő          | Adrián Gandía (PUR) · 00(0)–11(1)         | kiesett                            | kiesett                            | kiesett           | kiesett                                 | kiesett           | kiesett           | 17.      |
| Aram Grigorian            | Középsúly    |                   | Davlat Bobonov (UZB) · 10(1)–00(0)        | Marcus Nyman (SWE) · 10(2)–00(2)   | Murao Szansiró (JPN) · 00(3)–10(0) |                   | Theódorosz Celídisz (GRE) · 00(3)–10(2) | kiesett           |                   | 7.       |
| Dzhafar Kostoev           | Félnehézsúly |                   | Leonardo Gonçalves (BRA) · 10(1)–01(1)    | Michael Korrel (NED) · 00(0)–01(0) | kiesett                            | kiesett           | kiesett                                 | kiesett           | kiesett           | 9.       |
| Magomedomar Magomedomarov | Nehézsúly    |                   | Mohamed El Mehdi Lili (ALG) · 10(0)–00(0) | Teddy Riner (FRA) · 00(3)–10(1)    | kiesett                            | kiesett           | kiesett                                 | kiesett           | kiesett           | 9.       |

Női
| Versenyző              | Versenyszám | 32-es főtábla                                 | Nyolcaddöntő                        | Negyeddöntő       | Elődöntő          | Vigaszág elődöntő | Bronz- mérkőzés   | Döntő             | Helyezés |
| Versenyző              | Versenyszám | Ellenfél Eredmény                             | Ellenfél Eredmény                   | Ellenfél Eredmény | Ellenfél Eredmény | Ellenfél Eredmény | Ellenfél Eredmény | Ellenfél Eredmény | Helyezés |
| ---------------------- | ----------- | --------------------------------------------- | ----------------------------------- | ----------------- | ----------------- | ----------------- | ----------------- | ----------------- | -------- |
| Bishreltiin Khorloodoi | Harmatsúly  | Csu Je-csing (Zhu Yeqing) (CHN) · 10(2)–00(3) | Mascha Ballhaus (GER) · 00(1)–11(1) | kiesett           | kiesett           | kiesett           | kiesett           | kiesett           | 9.       |

## Kerékpározás

### Országúti kerékpározás
Női
| Versenyző       | Versenyszám   | Idő           | Helyezés      |
| --------------- | ------------- | ------------- | ------------- |
| Safia Al-Sayegh | Mezőnyverseny | nem ért célba | nem ért célba |

## Lovaglás
Díjugratás
| Versenyző                                            | Ló                                         | Versenyszám | Selejtező       | Selejtező       | Selejtező       | Döntő       | Döntő       | Döntő       | Döntő     | Döntő     | Döntő     | Végeredmény |
| Versenyző                                            | Ló                                         | Versenyszám | Selejtező       | Selejtező       | Selejtező       | Alapverseny | Alapverseny | Alapverseny | Szétugrás | Szétugrás | Szétugrás | Végeredmény |
| Versenyző                                            | Ló                                         | Versenyszám | Bünt.           | Idő             | Hely.           | Bünt.       | Idő         | Hely.       | Bünt.     | Idő       | Hely.     | Helyezés    |
| ---------------------------------------------------- | ------------------------------------------ | ----------- | --------------- | --------------- | --------------- | ----------- | ----------- | ----------- | --------- | --------- | --------- | ----------- |
| Abdulla Al-Marri                                     | McGregor                                   | Egyéni      | nem értékelhető | nem értékelhető | nem értékelhető | kiesett     | kiesett     | kiesett     |           |           |           | helyezetlen |
| Omar Al Marzouqi                                     | Enjoy de la Mure                           | Egyéni      | 1               | 79,56           | 21.             | 8           | 83,38       | 19.         |           |           |           | 19.         |
| Salim Ahmed Al-Suwaidi                               | Foncetti VD Heffinck                       | Egyéni      | 16              | 76,42           | 61.             | kiesett     | kiesett     | kiesett     |           |           |           | 61.         |
| Ali Hamad Al-Kirbi Abdulla Al-Marri Omar Al Marzouqi | Jarlin de Torres McGregor Enjoy de la Mure | Csapat      | 72              | 249,47          | 18.             | kiesett     | kiesett     | kiesett     |           |           |           | 18.         |

## Úszás
Férfi
| Versenyző           | Versenyszám | Előfutam | Előfutam | Előfutam | Elődöntő | Elődöntő | Elődöntő | Döntő   | Döntő    |
| Versenyző           | Versenyszám | Idő      | Hely.    | Össz.    | Idő      | Hely.    | Össz.    | Idő     | Helyezés |
| ------------------- | ----------- | -------- | -------- | -------- | -------- | -------- | -------- | ------- | -------- |
| Yousuf Al-Matrooshi | 100 m gyors | 50,39    | 2.*      | 44.*     | kiesett  | kiesett  | kiesett  | kiesett | kiesett  |

Női
| Versenyző      | Versenyszám | Előfutam | Előfutam | Előfutam | Elődöntő | Elődöntő | Elődöntő | Döntő   | Döntő    |
| Versenyző      | Versenyszám | Idő      | Hely.    | Össz.    | Idő      | Hely.    | Össz.    | Idő     | Helyezés |
| -------------- | ----------- | -------- | -------- | -------- | -------- | -------- | -------- | ------- | -------- |
| Maha Al-Shehhi | 200 m gyors | 2:17,17  | 5.       | 28.      | kiesett  | kiesett  | kiesett  | kiesett | kiesett  |

* - egy másik versenyzővel azonos időt ért el